# Bashar Abdullah
Bashar Abdullah Salem A. Abdulaziz (* 12. Oktober 1977 in Kuwait) ist ein ehemaliger kuwaitischer Fußballspieler. Er spielte als Stürmer und ist Rekordnationalspieler und -torschütze seines Landes.

## Karriere

### Verein
Abdullah begann seine Karriere 1987 bei al Salmiya Club und spielte dort, mit Ausnahme einiger Leihen, über 20 Jahre in der Kuwaiti Premier League. 2010 wechselte er zum Ligakonkurrenten al Kuwait SC, bei dem er 2011 seine Karriere beendete.

### Nationalmannschaft
Abdullah machte 1996 sein erstes Länderspiel für die kuwaitische Nationalmannschaft und nahm mit dieser an den Asienmeisterschaften 1996, 2000 und 2004 sowie den Olympischen Spielen 2000 teil.
2007 beendete er seine Karriere in der Nationalmannschaft nach 133 Spielen, womit er kuwaitischer Rekordspieler ist. Mit 75 erzielten Toren ist er zudem nicht nur Rekordtorschütze seines Landes, sondern international gesehen auch hinter Ali Daei,  Cristiano Ronaldo, Ferenc Puskás, Godfrey Chitalu, Hussain Said, Pelé und gemeinsam mit Sándor Kocsis sowie Kunishige Kamamoto der Spieler mit den siebtmeisten Länderspieltoren, wobei Abdullah allein acht Tore beim 20:0-Rekordsieg seines Landes gegen Bhutan am 14. Februar 2000 erzielte. Am 25. Mai 2018 kam Abdullah beim 1:1 im Freundschaftsspiel gegen Ägypten noch zu einem siebenminütigen Kurzeinsatz.